# Mahmood Mamdani

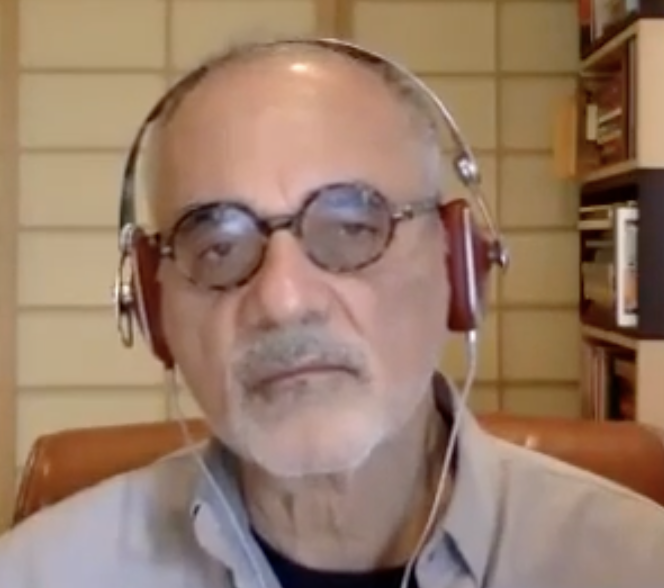
Mahmood Mamdani, 2021

Mahmood Mamdani (* 1946 in Bombay, Indien) ist ein ugandischer Anthropologe und Politikwissenschaftler. Mamdani lehrt als Inhaber der Herbert-Lehman-Professur am Institut für Anthropologie an der Columbia University in New York City. 

## Leben
Mahmood Mamdani ist als Sohn indischer Einwanderer in der ugandischen Hauptstadt Kampala aufgewachsen. Er lebt mit seiner Frau, der Filmregisseurin Mira Nair, in New York City und Kampala. Sein Sohn Zohran Mamdani ist als Politiker aktiv und sitzt in der New York State Assembly.
Seine akademische Tätigkeit begann an der University of Dar es Salaam, wo er von 1973 bis 1979 lehrte. Von 1980 bis 1993 war er Professor an der Makerere-Universität in Uganda. Im Jahre 1996 wurde er zum Direktor des Centre of African Studies an der Universität Kapstadt ernannt. Aufgrund von Meinungsverschiedenheiten mit Kollegen über die „Dekolonialisierung der Universität“ verließ er diese 1999 und ging in die USA an die Columbia University, wo er die Herbert-Lehman-Professur für Regierungswesen innehat. Nach 16 Jahren kehrte er im Sommer 2017 für eine Vorlesung an die Universität Kapstadt zurück.

## Wirken
Der Anthropologe und Politikwissenschaftler schreibt über den religiösen Fundamentalismus und seine politischen Auswirkungen. 1998 gewann er in den USA für das Buch Citizen and Subject: Contemporary Africa and the Legacy of Late Colonialism den renommierten „Herskovits Award“ der African Studies Association.
In seinem 2006 veröffentlichten Buch Guter Moslem, böser Moslem verwirft er die These von den säkularisierten, westlichen und den vormodernen, fanatischen Muslimen.
Das US-Magazin Foreign Policy führte ihn im April 2008 als einen von 100 bedeutenden Intellektuellen in der Öffentlichkeit („Top 100 Public Intellectuals“) auf der Welt. 2017 wurde er zum Mitglied der British Academy ernannt.

## Schriften
- Mahmood Mamdani, Joe Oloka-Onyango (Hrsg.): Uganda: Studies in living conditions, popular movements, and constitutionalism. Journal für Entwicklungspolitik, Wien 1994, ISBN 3-901-40302-7.
- Citizen and subject: Contemporary Africa and the legacy of late colonialism. Princeton University Press, Princeton 1996, ISBN 0-691-01107-9.
- When victims become killers: Colonialism, nativism, and the genocide in Rwanda. Princeton University Press, Princeton 2002, ISBN 0-691-05821-0.
- Good Muslim, bad Muslim: America, the Cold War, and the roots of terror. Pantheon, New York 2004, ISBN 0-375-42285-4.
  - Übersetzung: Guter Moslem, böser Moslem: Amerika und die Wurzeln des Terrors. Nautilus, Hamburg 2006, ISBN 3-89401-475-X.
- Saviors and Survivors: Darfur, politics, and the War on terror. Pantheon, New York 2009, ISBN 978-0-307-37723-4.
  - Übersetzung: Blinde Retter: Über Darfur, Geopolitik und den Krieg gegen den Terror. Nautilus, Hamburg 2011, ISBN 978-3-89401-736-1